# پات ها
پات ها مان جینگ (انگلیسی: Pat Ha Man Jing; چینی: 夏文汐؛ زادهٔ ۲۱ نوامبر ۱۹۶۵) بازیگر اهل هنگ کنگ است.
از فیلم‌ها یا برنامه‌های تلویزیونی که وی در آن نقش داشته است، می‌توان به زن دلاور دریاچه آئینه اشاره کرد.